# Bernhard Breil

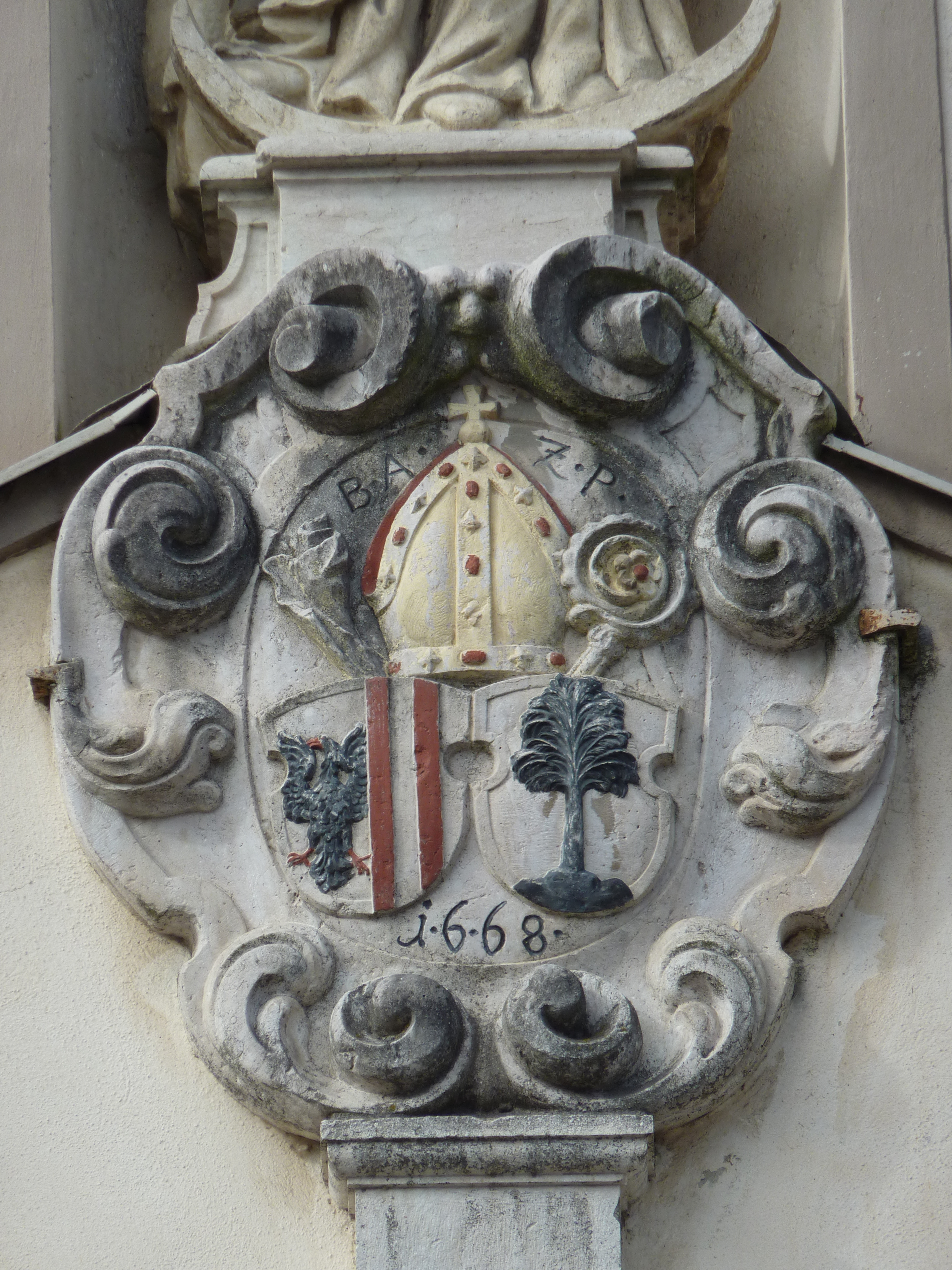
Wappen des Abtes über dem Ostportal des Stiftes Baumgartenberg

Bernhard Breil (* 1609 in Pfaffstätten; † 29. oder 30. Dezember 1683 in Baumgartenberg) war ein österreichischer Zisterzienser und Abt zweier Klöster.

## Leben und Werk
Hans Breil trat 1627 in das Stift Heiligenkreuz ein und nahm den Ordensnamen Bernhard an. Am 23. April 1628 legte er die Feierliche Profess ab und studierte Theologie an der Universität Wien (Bakkalaureus 1637). 1633 wurde er zum Priester geweiht. Ab 1637 war er (unter seinem Jugendfreund Abt Michael Schnabel) Subprior, Prior, Pfarrer und Bibliothekar in Heiligenkreuz. Von 1640 bis 1649 war er Abt des Stiftes Neukloster, dessen schwierige Situation er energisch verbesserte, und von 1649 bis zu seinem Tod Abt des Stiftes Baumgartenberg, wo die Verhältnisse ebenfalls reformbedürftig waren. Er gilt für beide Klöster als „zweiter Gründer“. Seine (nach dem Jahreskreis geordnete) Ausgabe der Predigten des Bernhard von Clairvaux war verbreitet.
Sein Grabstein in der Abteikirche zu Baumgartenberg trägt die Inschrift:

„Quem olaudam quaeris dicam, ne forte graveris.
Bis fuit hic praesul, bis neomysta simul.“

## Werke
- als Herausgeber: D. Bernardi Primi Clarævallensis Abbatis, Ordinis Cisterciensium Antesignani, melliflui Ecclesiæ Doctoris Sermones In Dominicas & Festa per annum, Johann Baptist Mayr, Salzburg 1666, 802 Seiten (ub.uni-paderborn.de).